# Obelisco di Luxor

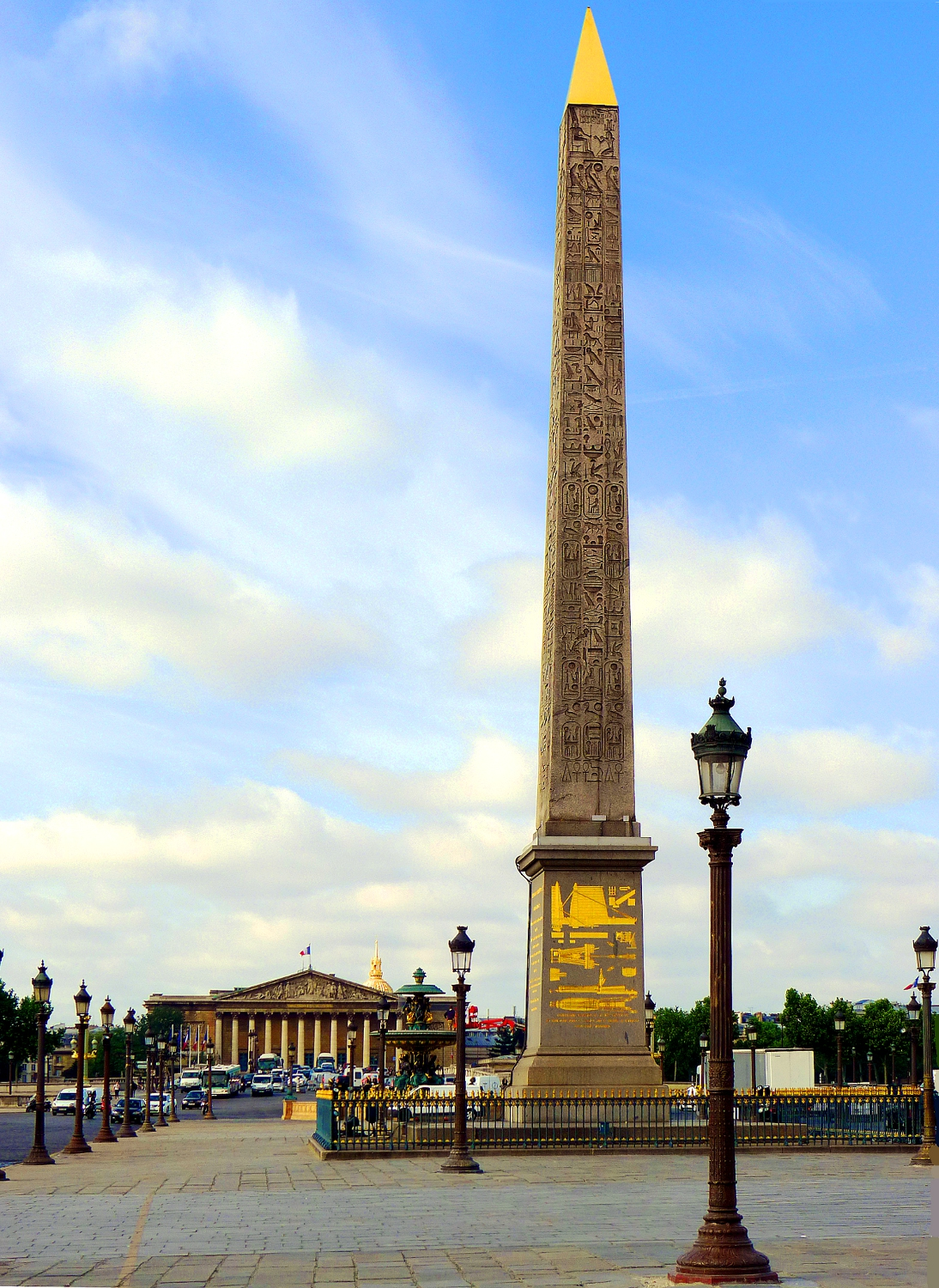
L'obelisco di Luxor in place de la Concorde a Parigi.

L'obelisco di Luxor (obélisque de Louxor in francese) è un obelisco egizio alto 23 metri situato al centro di place de la Concorde a Parigi, in Francia.

## Storia
L'obelisco che ora si trova nella piazza è uno dei due che in origine erano posti all'ingresso del tempio di Luxor, in Egitto, costruito durante la XVIII dinastia.
Nel 1829 Mehmet Ali Pascià, Wali e Chedivè dell'Egitto, offrì in dono alla Francia i due obelischi. Il primo obelisco arrivò a Parigi il 21 dicembre 1833. Tre anni dopo, il 25 ottobre 1836, il re Luigi Filippo lo inaugurò al centro di place de la Concorde.
L'altro obelisco rimase a Luxor in Egitto. Negli anni '90 il presidente François Mitterrand rinunciò ufficialmente al secondo obelisco in favore degli egiziani.

## Caratteristiche

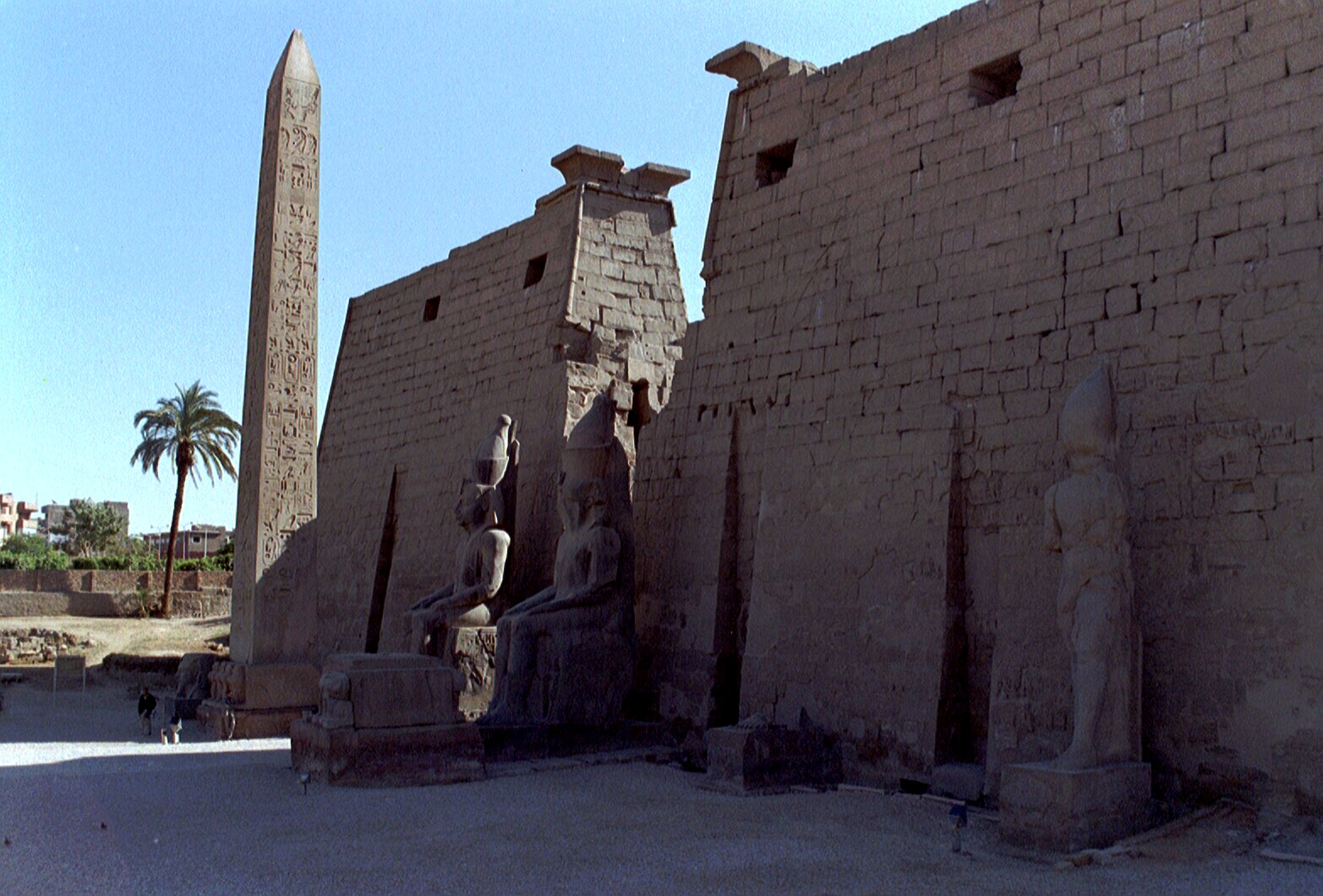
L'ingresso del tempio di Luxor. È visibile il vuoto lasciato dall'obelisco ora in place de la Concorde.

L'obelisco è un monolito di granito rosso alto 23 metri, compreso il basamento, e pesa 227 tonnellate. È decorato con geroglifici che esaltano le imprese del faraone Ramses II. Sul piedistallo sono disegnati diagrammi che mostrano i complessi macchinari usati per il suo trasporto ed erezione. Ai fianchi dell'obelisco vi sono due fontane costruite appositamente quando l'obelisco fu eretto sul posto.
Essendo mancante il pyramidion di sommità (che si pensa sia stato rubato nel VI secolo a.C.), il governo francese lo sostituì nel 1990 con una cuspide dorata di forma piramidale.
Nel 1998 e nel 2000 l'arrampicatore urbano Alain Robert , senza chiedere alcuna autorizzazione, scalò l'obelisco fino alla cima a mani nude, usando solo le scarpe da free climbing e senza alcuna attrezzatura di sicurezza.